# Tremco Illbruck
Tremco Illbruck Group est un fabricant de matériaux de construction allemand, dont le siège se trouve à Cologne. Tremco Illbruck emploie environ 1 100 employés dans ses implantations dans 20 pays. Ses produits sont commercialisés en Europe, en Afrique et au Moyen-Orient.

## Historique
Tremco Illbruck est née en 2005 de la fusion de Tremco Europe Sealant / Waterproofing Division (fondée en 1928 par William Treuhaft à Cleveland dans l'Ohio) et Illbruck Abdichtungssysteme (fondée en 1952 par Willi et Christiane Illbruck à Leverkusen, en Allemagne). Tremco Illbruck fait partie de RPM Building Solutions, entreprise appartenant à RPM International. 

## Secteur d'activité
Tremco Illbruck fabrique des joints de fenêtre, des joints de façade (essentiels dans la réalisation de l'étanchéité à l'air des bâtiments), des produits d'enduction pour les toitures et terrasses.

## Implantations
- Tremco Illbruck Group GmbH, Cologne (siège social)
  - Tremco Illbruck Produktion GmbH, Bodenwöhr
    - Tremco Illbruck  GmbH & Co. KG, Coogne
    - RPM German Real Estate GmbH & Co. KG, Cologne
- Tremco Illbruck  SAS, Strasbourg (pour la France)
- Tremco Illbruck  s.r.o., Prague (Tchéquie)
- Illbruck Sealand Systems NV, Kapellen (Belgique)
- Tremco Illbruck Sp.z.o.o., Cracovie (Pologne)
- Tremco Illbruck  GmbH, Vienne (Autriche)
- Tremco Illbruck Kft, Budapest (Hongrie)
- Tremco Illbruck International GmbH, Cologne (pour l'activité export et international)